# Nicole Kozlova
Nicole Dmitrievna Kozlova (in ucraino Ніколь Дмитрівна Козлова?, Nikol' Dmitrievna Kozlova; Toronto, 8 luglio 2000) è una calciatrice ucraina, attaccante del Glasgow City e della nazionale ucraina.
Nata e cresciuta a Toronto, grazie alla nazionalità dei genitori immigrati in Canada dall'Ucraina veste le maglie della nazionale ucraina fin dalle formazioni giovanili.

## Carriera

### Calcio collegiale e universitario
Kozlova inizia l'attività nel suo paese natale, frequentando la USC Academy dall'età di 5 anni e giocando per le WLMC Lyons, la squadra di calcio femminile del William Lyon Mackenzie Collegiate Institute di Toronto tra il 2014 e il 2017.
Durante quel periodo, libera dagli impegni scolastici, tra il 2015 e il 2016 indossa inoltre le maglie delle giovanili dello Scarborough GS United, società con sede nel quartiere Scarborough di Toronto.
Nel 2018 decide di trasferirsi negli Stati Uniti d'America per approfondire gli studi alla Virginia Polytechnic Institute and State University (Virginia Tech) a Blacksburg (Virginia). Nuovamente affianca l'attività formativa a quella sportiva, giocando per la squadra di calcio femminile universitario dell'istituto, le Virginia Tech Hokies, che disputa la Division I del NCAA Women's Division I Soccer Championship della Atlantic Coast Conference organizzato dalla National Collegiate Athletic Association (NCAA).

### Club
Negli anni successivi alterna l'impegno universitario al ritorno, quando libera da impegni scolastici, in patria, vestendo la maglia del Woodbridge Strikers e maturando, nel 2017, 11 presenze, realizzando 11 reti e aiutando il club di Woodbridge, Vaughan, a raggiungere il 7º posto nella League1 Ontario femminile.
Nel marzo 2022 fa il suo ritorno in Europa per siglare il suo primo contratto con un club europeo, l'HB Køge, disputando così il campionato 2021-2022 di Elitedivisionen, livello di vertice del campionato danese femminile di calcio.

### Nazionale
Grazie alla doppia cittadinanza Kozlova inizia ad essere convocata dalla Federcalcio ucraina appena sedicenne, inserita in rosa con la formazione Under-17 che affronta le qualificazioni all'Europeo di Repubblica Ceca 2017, disputando tutti i tre incontri del gruppo 9 nel primo turno, siglando anche una, nella vittoria per 2-1 sulla Romania, delle tre reti segnate nell'occasione dalla sua nazionale, prima di venire eliminate in favore della Serbia che chiude anche lei il girone con una vittoria, un pareggio e una sconfitta e a pari punti (4) ma con una migliore differenza reti.
L'anno successivo è in organico con l'Under-19 che affronta la fase élite di qualificazione all'Europeo di Irlanda del Nord 2017. Anche in questa occasione viene impiegata in tutti i tre incontri giocati dall'Ucraina nel gruppo 4, che subendo la superiorità tecnica delle avversarie con tre sconfitte, 12 reti subite e nessuna fatta chiude il girone al quarto e ultimo posto fallendo l'accesso alla fase finale. Rimasta in quota anche per le due successive qualificazioni ad altrettanti Europei U-19, Kozlova colleziona complessivamente 9 presenze siglando 5 reti, due nella vittoria per 5-0 sull'Albania in quelle per l'Europeo di Lituania 2018, e le rimanenti a Norvegia (sconfitta per 7-1) e Irlanda del Nord (vittoria per 4-2), senza però riuscire ad accedere in entrambe alla fase successiva di qualificazione.
Nel 2019 arriva anche la prima convocazione in nazionale maggiore da parte del commissario tecnico Natalija Zinčenko che decide di inserirla nella rosa per l'incontro con la Germania del 5 ottobre e valido qualificazioni, gruppo I, all'Europeo di Inghilterra 2022. In quell'occasione fa il suo esordio rilevando Tamila Chimič al 73' nella pesante sconfitta per 8-0 con le tedesche. In seguito Zinčenko la convoca anche per l'edizione 2020 della Pinatar Cup dove segna il suo primo gol senior il 7 marzo 2020 aprendo le marcature al 18' nella vittoria per 4-0 sull'Irlanda del Nord. Kozlova poi condivide con le compagne il percorso che vede l'Ucraina riuscire a giocarsi la chance di tornare a disputare un Europeo dopo quello di Finlandia 2009 nei play-off, dovendo cedere tuttavia l'accesso al torneo a un'altre esordiente, l’Irlanda del Nord. Anche dopo il cambio di direzione tecnica della nazionale ucraina, con lo spagnolo Lluís Cortés che rileva Zinčenko nel 2021, la fiducia in Kozlova non viene meno, venendo impiegata nella fase di qualificazione della zona UEFA al Mondiale di Australia e Nuova Zelanda 2023.

## Palmarès

### Club
- Campionato danese: 1

HB Køge: 2021-2022